# Залізничний музей у Варшаві

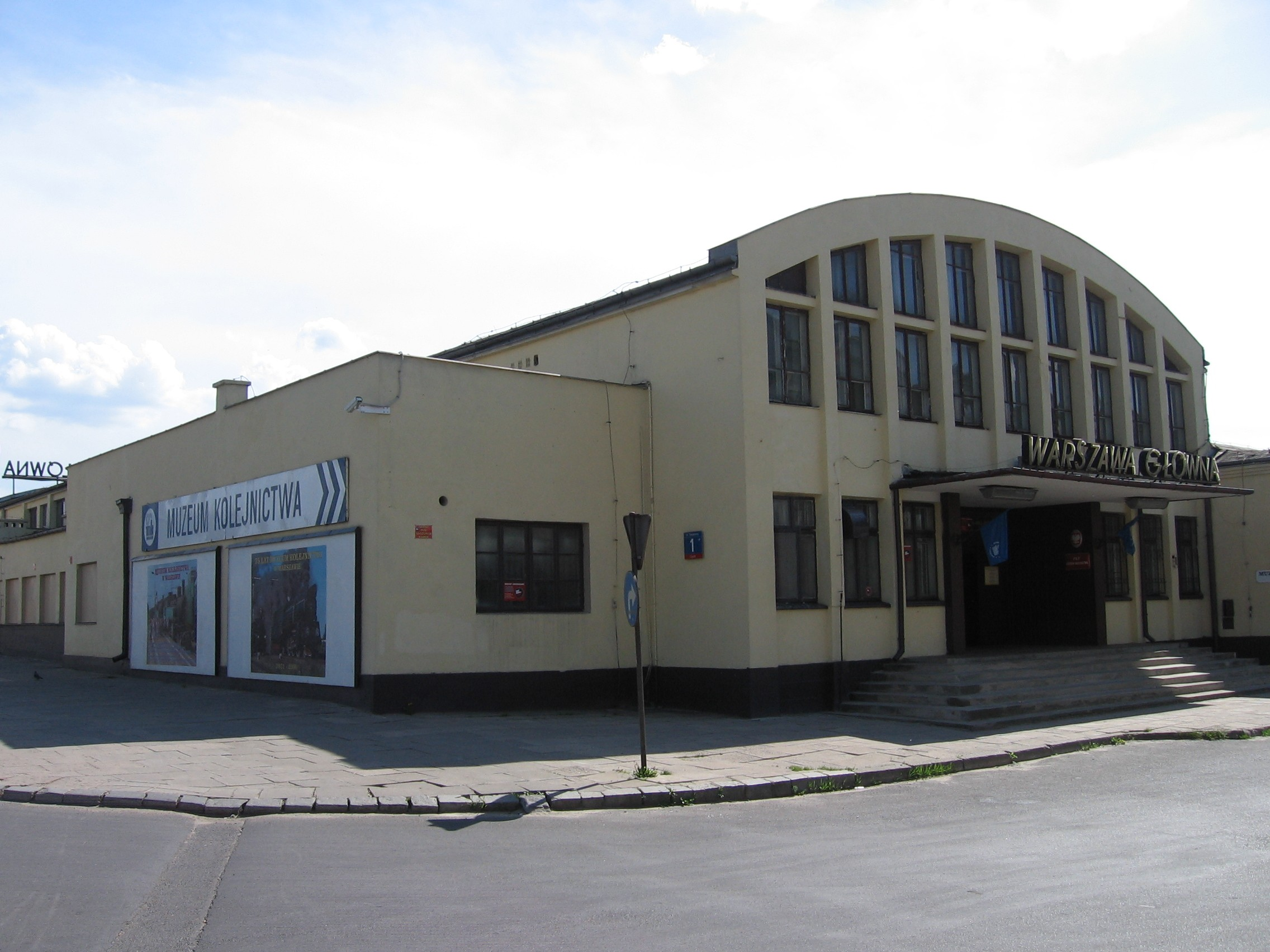
Павільйон залізничного музею, колишня будівля станції Варшава Головна Пасажирська

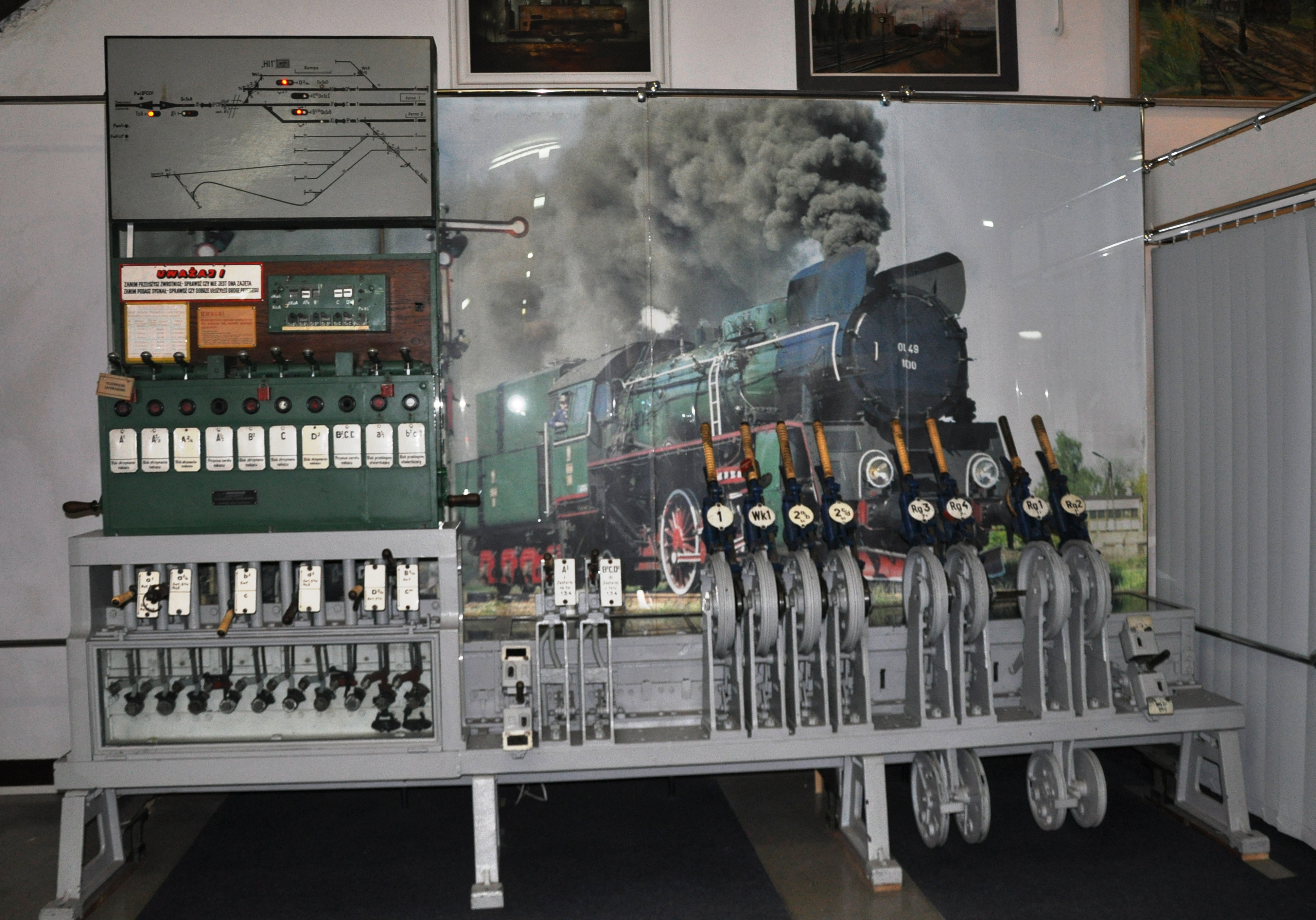
Інформаційний стенд

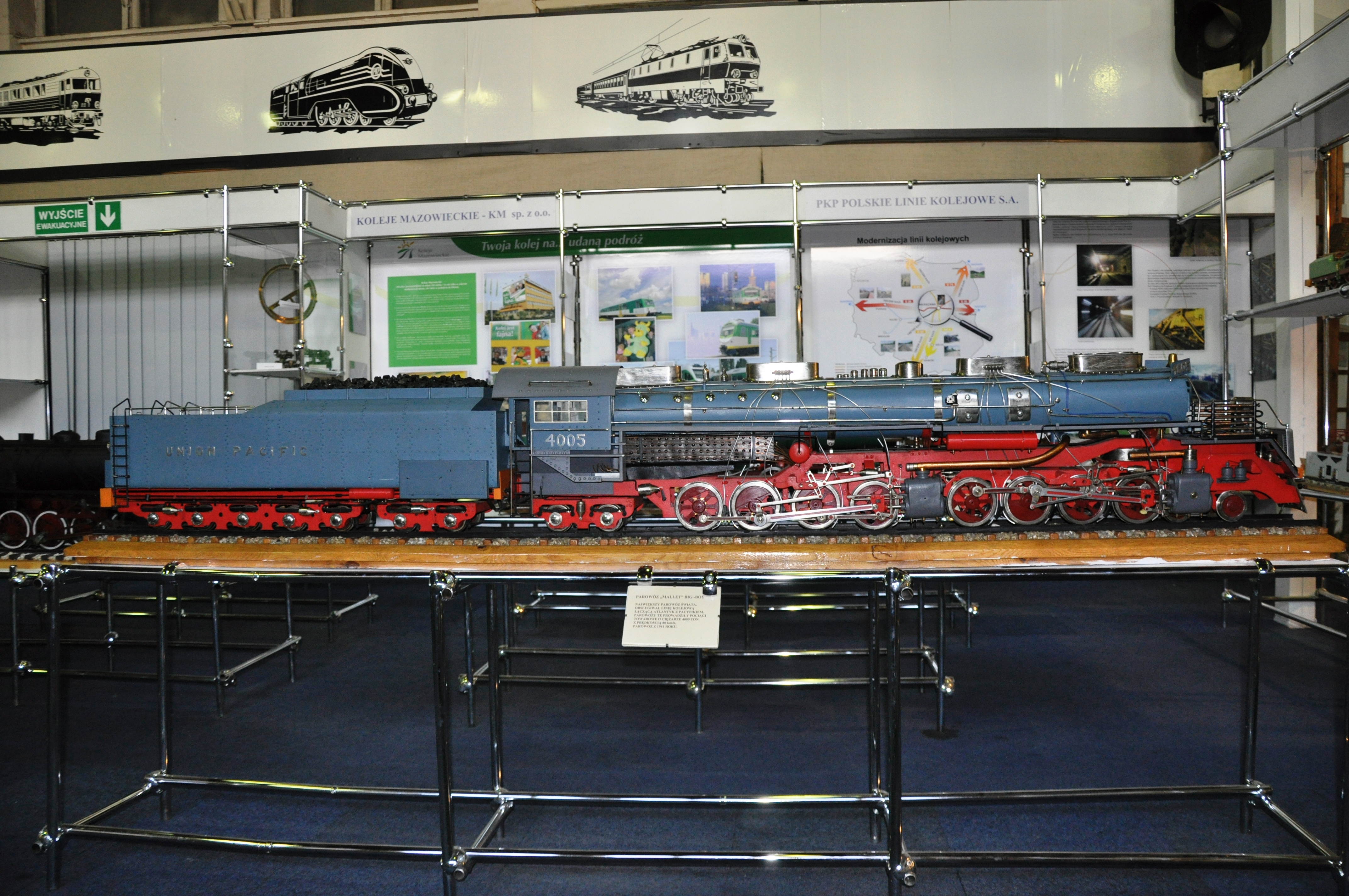
Одна з моделей

Залізничний музей (пол. Muzeum Kolejnictwa w Warszawie) — залізничний музей, що знаходиться у місті Варшава, Польща. Зареєстрований у Державному реєстрі музеїв. Міститься у колишньому вокзалі залізничної станції Варшава-Головна-Пасажирська поблизу від станції Варшава-Охота. Музей демонструє постійні (історичні) і тимчасові виставки, збори моделей залізничного транспорту у виставковому залі і окремі експонати автентичного залізничного транспорту на залізничних коліях. У місті Сохачів діє філія варшавського Залізничного музею під назвою  Музей вузькоколійної залізниці.

## Історія
Перші ініціативи щодо створення музею залізничного транспорту серед працівників залізничного транспорту виникли невдовзі після здобуття незалежності Польщі в 1918 році. Значну роль в організації Залізничного музею мав Східний ярмарок, що відбувся у Львові в 1927 році. На цьому ярмарку був окремий Павільйон комунікації, що став основою майбутнього музею.
18 лютого 1928 міністр повідомлень Павло Ромоцький урочисто відкрив Залізничний музей у тимчасових приміщеннях, розташованих у західному крилі станції Головний вокзал-Віденський. 21 травня 1928 р. міністр повідомлень Альфонс Куен затвердив Статут Залізничного музею. У 1931 році Залізничний музей був переміщений в будівлю на вулиці Нови-З'язд, 1, де йому було надано 20 приміщень загальною площею 900 м2. На цих площах демонструвалися різні документи, пов'язані з історією польської залізниці. 15 грудня 1938 р. Залізничний музей був перетворений в Музей комунікацій. З цього року в ньому крім залізничного транспорту демонструвалися експонати, пов'язані з історією автомобільного та водного транспорту.
У 1939 році збори Музею комунікацій становили понад 4 тисяч одиниць зберігання, у тому числі близько 400 моделей, 250 таблиць, 550 фотографій і 8000 книг. Колекція музею включала в себе кілька списаних вагонів і локомотивів, які зберігалися в приміщенні вокзалу «Головний вокзал-Віденський». Міська влада планувала надати Музею комунікацій для будівництва окремої будівлі земельну ділянку, на території якого сьогодні розташовується сучасний  Національний стадіон.
Під час  Другої світової війни музей припинив своє існування і його колекція була розграбована або знищена. Після Другої світової війни робилися окремі спроби зібрати матеріали заново. Невелике зібрання експонатів зберігалося в місті Радом. На рубежі 1956 і 1957 року музей припинив своє існування.
У 1972 році міністр повідомлень видав указ, яким зобов'язав організувати Залізничний музей в приміщеннях станції Варшава Головна Пасажирська. З цього часу музей став збирати матеріали, пов'язані з історією та діяльністю польської залізниці. 1 січня 1995 р. музей став самостійним з прямим підпорядкуванням Міністерству транспорту. 1 січня 1999 р. Залізничний музей перейшов у власність  Мазовецького воєводства.
В даний час музей має два приміщення загальною площею близько 800 м2, де демонструються різні матеріали, пов'язані з історією польської залізниці, починаючи з 1845 року. На постійних виставках виставлено фотографії, текстові матеріали, залізничні покажчики довоєнного часу, залізничні світильники та годинники, залізничні будки та інші матеріали. Крім цього виставлені численні моделі залізничного транспорту і на відкритому повітрі — автентичні вагони і локомотиви. Музей організовує тимчасові виставки, пов'язані з особливими подіями в історії польської залізниці.

## Експонати музею на відкритому повітрі
| Модель              | Номер осі  | Виробник                                         | Рік випуску | Фотографії |
| ------------------- | ---------- | ------------------------------------------------ | ----------- | ---------- |
| EP02                | Bo'Bo'     | Pafawag Польща                                   | 1953–1957   |            |
| ET21                | Co'Co'     | Pafawag Польща                                   | 1957–1971   |            |
| EU20                | Co'Co'     | LEW Німеччина                                    | 1955–1957   |            |
| ТГМЗ                | B'B'       | СРСР                                             | 1963–1966   |            |
| SM25                | C          | Польща                                           | 1961–1963   |            |
| SM41                | Bo'Bo'     | Ganz-MÁVAG Угорщина                              | 1961–1969   |            |
| ST44                | Co'Co'     | ЛТЗ СРСР                                         | 1965–1988   |            |
| SD80                | (1A)'(A1)' | OM Італія                                        | 1949        |            |
| Oi1                 | 1'C        | Німеччина                                        | 1902–1916   |            |
| Паровоз Tk          | 1A1        | Friedrich Krupp AG Німеччина                     | 1931–1933   |            |
| OKi1                | -          | -                                                | -           |            |
| OKl27               | 1'C'1      | H. Cegielski — Poznań Польща                     | 1928–1933   |            |
| OKo1                | 2'C2'      | Vulcan-Werke Hamburg und Stettin AG Німеччина    | 1916–1924   |            |
| Ol49                | 1'C1'      | Польща                                           | 1951–1954   |            |
| Os24                | 2'D'       | Польща                                           | 1925–1927   |            |
| Pm2                 | 2'C1'      | Німеччина                                        | 1930–1937   |            |
| Pm3                 | 2'C1'      | Німеччина                                        | 1931–1941   |            |
| Pt47                | 1'D1'      | H. Cegielski — Poznań Польща                     | 1947–1951   | \|         |
| Pu29                | 2'D1'      | H. Cegielski — Poznań Польща                     | 1931        |            |
| TKb                 | B          | Німеччина                                        | 1880        |            |
| 1U                  | B          | Hanomag — Hannoversche Maschinenbau AG Німеччина | 1912–1930   |            |
| TKc100              | 1B         | Henschel & Sohn, Kassel Німеччина                | 1893        |            |
| TKh                 | C          | Orenstein & Koppel AG, Berlin-Drewitz Німеччина  | 1920        |            |
| TKi3                | 1'C        | Henschel Німеччина                               | 1901–1914   |            |
| TKl100 (TKi100)     | 1'C1'      | Borsig Lokomotiv-Werke GmbH, Berlin Німеччина    | 1934        |            |
| TKp                 | D          | La Meuse, Belgia Бельгія                         | 1942        |            |
| TKt48               | 1'D1'      | H. Cegielski — Poznań Польща                     | 1950–1957   |            |
| TKz                 | 1'E1'      | Borsig Lokomotiv-Werke GmbH, Berlin Німеччина    | 1938        |            |
| Tr6                 | 1'D        | Німеччина                                        | 1919–1927   |            |
| Tr203               | 1'D        | Alco, Baldwin, Lima США                          | 1942–1945   |            |
| Паровоз ТE          | 1'E        | Німеччина                                        | 1942–1945   |            |
| Ty3/Ty43            | 1'E        | Німеччина                                        | 1943–1945   |            |
| Ty51                | 1'E        | H. Cegielski — Poznań Польща                     | 1953–1958   |            |
| Panzertriebwagen 16 | 4'D'4'     |                                                  |             |            |
| T49                 | B (Bn2t)   | Польща                                           | 1946–1948   |            |

## Ресурси Інтернету
- Офіційна сторінка музею (пол.)
- Вікісховище має мультимедійні дані за темою: Залізничний музей у Варшаві